# Marian Buczek (komunista)

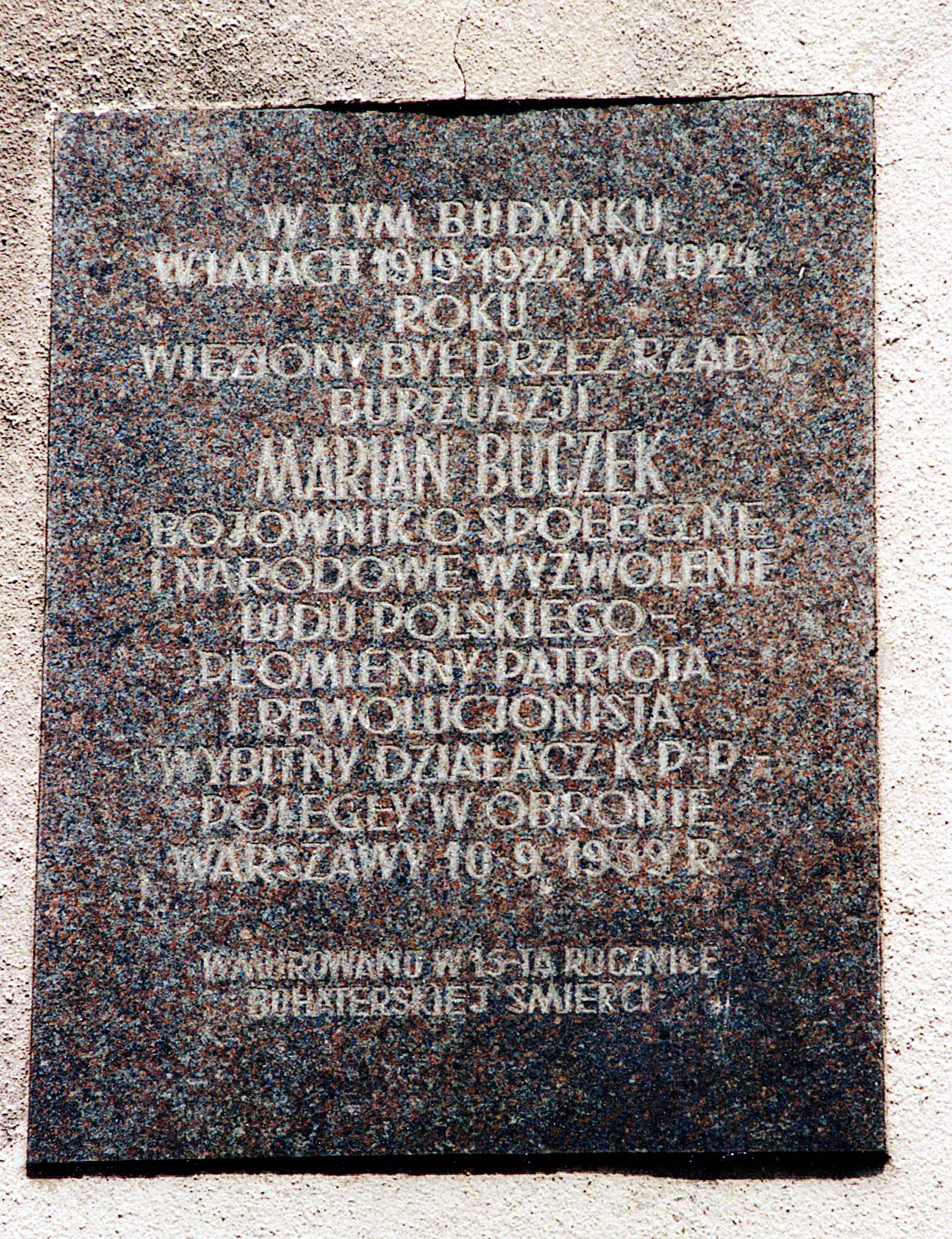
Tablica pamiątkowa umieszczona w 1954 r. na zamku w Lublinie z zafałszowaną informacją o okolicznościach śmierci Buczka

Marian Buczek (ur. 26 września 1896 w Nurzynie, zm. 9 września 1939 pod Ożarowem Mazowieckim) – polski działacz socjalistyczny i komunistyczny. Członek kolejno Polskiej Partii Socjalistycznej, PPS-Opozycji i Komunistycznej Partii Polski. Najdłuższy stażem więzień polityczny II RP.

## Życiorys
W latach 1915–1917 służył w Legionach Polskich, gdzie dosłużył się stopnia podporucznika. Po odmowie złożenia przysięgi na wierność cesarzowi Niemiec Wilhelmowi II nazwanej „kryzysem przysięgowym” zdezerterował i powrócił na Lubelszczyznę. Od 1916 działał w Polskiej Organizacji Wojskowej pod nazwiskiem „Wacław Sturmer”, a później także w Pogotowiu Bojowym PPS. Był organizatorem i uczestnikiem szeregu akcji zbrojnych na terenie Lubelszczyzny, między innymi likwidacji komisarza austro-węgierskiej policji politycznej w Lublinie – Terleckiego. Po powołaniu w listopadzie 1918 Tymczasowego Rządu Ludowego Republiki Polskiej przez Ignacego Daszyńskiego został szefem wydziału śledczego Milicji Ludowej PPS w Lublinie, która ochraniała ten rząd.
W kwietniu 1919 został aresztowany pod zarzutem zorganizowania akcji wysadzenia prochowni w Lublinie. Nie udowodniono mu winy i po 2 latach zwolniono z więzienia. Był jeszcze kilkakrotnie skazywany na wieloletni pobyt w więzieniu za antypaństwową działalność komunistyczną i przynależność do sekcji wojskowej Komunistycznej Partii Polski. W 1935 odmówił zrzeczenia się obywatelstwa polskiego w zamian za propozycję wcześniejszego zwolnienia z więzienia i wyjazdu do ZSRR.
Ogółem przesiedział w aresztach i więzieniach II Rzeczypospolitej 16 lat; był więźniem politycznym o najdłuższym stażu więziennym w II RP.
Po wybuchu II wojny światowej i ucieczce władz więziennych 1 września, w związku z amnestią ogłoszoną po wybuchu wojny, został uwolniony z więzienia w Rawiczu, zgłosił się do najbliższej jednostki wojskowej, gdzie został aresztowany i przewieziony do Poznania, a po dwóch dniach zwolniony.
Zginął w nocy z 9 na 10 września 1939 pod Ożarowem Mazowieckim, gdzie oddziały Wojska Polskiego i uciekinierzy cywilni znaleźli się w śmiertelnej pułapce. Buczek ocenił, że ich jedyną szansą było przedarcie się przez pierścień okrążenia. Uciekinierzy, którzy próbowali przeczołgać się koło gniazda karabinu maszynowego za pozycje niemieckie, zostali oświetleni i ostrzelani. Marian Buczek w trakcie tego ostrzału zginął. Rannego śmiertelnie Buczka z pola walki wynieśli jego ukraińscy towarzysze Hryć Martyniuk i Nestor Riabenko. Pochowano go na cmentarzu wojennym w Ołtarzewie.
Uchwałą KRN z 3 stycznia 1945 został pośmiertnie odznaczony Orderem Krzyża Grunwaldu I Klasy.
Zdaniem prof. Pawła Wieczorkiewicza, Marian Buczek – przeciwnie do swojej legendy – w istocie był współpracownikiem polskiej policji politycznej, rozpracowującej komunistów.

## Upamiętnienie
W okresie Polski Ludowej Buczek był symbolem eksponowanym przez władze. Jego imię nadano wielu ulicom (na przykład w Warszawie obecnej ulicy Słomińskiego, w Bielsku-Białej obecnej ulicy Dmowskiego, w Cieszynie obecnej ulicy Barteczka, w Lublinie obecnej ulicy Zamojskiej, w Szczecinie obecnej ulicy Piłsudskiego, w Szczecinku obecnej ulicy Klasztornej, w Świnoujściu obecnej ulicy Norweskiej, w Goleniowie obecnej ulicy Grenadierów, w Suwałkach obecnej ulicy Raczkowskiej, w Kielcach obecnej ulicy Paderewskiego, w Łomży obecnej ulicy Długiej, w Opolu obecnej ulicy kard. Kominka, w Redzie obecnej ulicy Konopnickiej, w Wejherowie obecnej ulicy Rzeźnickiej, w Hajnówce obecnej ulicy ks. Ignacego Wierobieja, w Tarnowskich Górach obecnej ulicy Wojciecha Korfantego, w Gdańsku obecnej ulicy Jana Styp-Rekowskiego, w Sierpcu obecnej ulicy Konstytucji 3 Maja, w Słupsku obecnej ulicy Witolda Lutosławskiego, we Wrocławiu obecnej ulicy Henryka Probusa, w Myszkowie obecnej ulicy 11 Listopada, w Karczewie obecnej ulicy Mikołaja Kopernika), szkołom i zakładom pracy (na przykład Huta im. Mariana Buczka w Sosnowcu).
Był też patronem Ośrodka Szkolenia Służb Kwatermistrzowskich w Poznaniu, oraz w latach 1966–1996 patronem I Liceum Ogólnokształcącego w Łęczycy.